# 障害者雇用水増し問題
障害者雇用水増し問題（しょうがいしゃこようみずましもんだい）とは、2018年に発覚した雇用に関する不祥事で、各省庁及び地方自治体等の公的機関において、障害者手帳の交付に至らないなど障害者に該当しない者を障害者として計上し、障害者の雇用率が水増しされていたことにより、障害者雇用促進法に定められた法定雇用率を満たしていなかったという問題である。
2018年から2019年にかけて是正措置を採った結果、2020年2月21日に厚生労働省は国の35行政機関すべてが2019年12月末時点で公的機関の法定雇用率（2.5％）を満たしたと発表した。

## 概要
障害者雇用促進法における対象障害者の確認方法（障害者手帳等の保有確認）が、厚生労働省の通知に記載されていなかった事から、自己申告を元に障害者と計上する不適切な運用が一部官公庁において行われた。例えば、厚生労働省令の基準に満たない弱視で、健康診断において異常が確認されたとする職員を「障害者」と認定していた。障害者認定では本人に確認を取らず、勝手に障害者として計上されるケースもあった。

### 発覚の経緯
- 2018年5月11日 - 財務省から、雇用対象となる障害者の範囲について厚生労働省へ問い合わせ[6]。
- 2018年6月20日 - 厚生労働省から、2017年6月時点での障害者雇用数調査を各省庁へ要請[7]。
- 2018年8月16日 - 障害者雇用義務化当初から42年間にわたり、中央省庁が厚生労働省に通報する障害者雇用数を水増ししていた疑いについて、厚生労働省が調査していることが報道される[8]。
- 2018年8月28日 - 厚生労働省は、各省庁を再点検した結果、合計3,460人分について日本国政府のガイドラインに反し、不正に障害者ではない職員を障害者として算入していたことを発表[9]。
- 2018年10月22日 - 厚生労働省は、障害者雇用不足数が3396.5人から3478.5人に、82人増加したと訂正[10]。

### 是正措置
- 2018年12月に人事院による第1回障害者選考試験の出願が行われ、翌2019年に1次試験が行われた。本選考試験では、常勤職員（係員級）754人が採用された。また、一部の府省では主任級、係長級、及び課長補佐級の採用試験が実施された。
- 2019年、人事院による第2回障害者選考試験によって244人の常勤職員の採用が行われた。非常勤職員を含め、本選考試験をもって法定障害者雇用率が達成されたため、第3回以降の大規模募集は行わず、一般の国家公務員採用試験または退職者の補充に関する選考試験（非常勤職員から常勤職員に任用するステップアップ採用を含む）のみが行われることととされた。
- なお、常勤職員の定員措置は、平成31(2019)年度機構・定員要求と別に手当されたが、2020年度から2024年度までの間に定員合理化削減することとされた[11]。

## 水増しに対する反応
問題発覚を受け、厚生労働省が、国の行政機関における障害者雇用に係る事案に関する検証委員会を設置し、委員長に松井巌元福岡高等検察庁検事長が、委員に今野浩一郎学習院大学名誉教授、渕上玲子元日本弁護士連合会副会長、村瀬均元東京高等裁判所部総括判事らが就任し、原因究明にあたった。
国民民主党代表の玉木雄一郎は、隠蔽体質の現れであり、障害者に対する裏切り行為であると批判したが、同党も雇用義務数（1人）を満たしておらず、必要なハローワークへの雇用状況報告もしていなかったことを発表した。
日本商工会議所の三村明夫会頭は「非常に驚き、かつ残念」と述べ真相究明を求めた。民間企業は、障害者雇用が1人でも達成出来ないと、1人当たり5万円の障害者雇用納付金を国庫に納付しなければならないペナルティーが課せられているが、国や地方公共団体にそのような制度はなかったことから、怒りの声が挙がった。これを受け、1人当たり60万円の庁費を削減する制度を定めることとした。
中央省庁では、障害者のみに限定した国家公務員採用試験が実施されていなかったため、2019年（平成31年）2月3日に、常勤職員676人を採用する障害者統一採用試験を行なった。また、2019年度にも障害者選考試験を行い、常勤職員244人が採用された。これらの定員は平成30年度中に380人が緊急増員され、平成31年度機構定員要求の結果、障害者雇用の推進のための定員として807人が措置されている。
この問題を受け国務大臣らは陳謝、規律維持の宣言を行った。

### 行政
内閣官房、内閣府（宮内庁、公正取引委員会、消費者庁を含む）、総務省、法務省（公安調査庁を含む）、外務省、財務省（国税庁を含む）、厚生労働省、農林水産省（水産庁を含む）、経済産業省（特許庁を含む）、国土交通省（海上保安庁、観光庁、気象庁、運輸安全委員会を含む）、環境省、防衛省（防衛装備庁を含む）、人事院、会計検査院の27省庁。
行政機関の障害者実雇用は、実雇用率2.49％から1.19％、雇用障害者数6,867.5 人から3,407.5人と変化した。なおこの水準は1976年に民間に課された1.5％を下回る。

### 立法
衆議院事務局、参議院事務局、参議院法制局、国立国会図書館の4機関。
立法機関の障害者実雇用は実雇用率2.36%から1.31%、雇用障害者数84.5人から37.5人と変化した。

### 司法
司法機関の障害者数実雇用率は2.58％から0.97％、雇用障害者数は641人から242人と変化した。
いずれも2017年6月1日時点で399人水増しされており、42年間に渡って水増し行為がなされていた。

## 不適切な採用、水増しが起こった地方自治体など
以下の府県、政令指定都市、市町村、警察本部で確認されている。
- 青森県
- 岩手県
- 宮城県
- 秋田県
- 山形県[33]
- 福島県
- 茨城県
- 栃木県[34]
- 群馬県[35]
- 埼玉県
- 千葉県[36]
- 神奈川県
- 新潟県
- 富山県
- 石川県
- 山梨県[37]
- 長野県[38]
- 岐阜県[39]
- 静岡県
- 滋賀県
- 兵庫県
- 奈良県
- 和歌山県[40]
- 島根県
- 岡山県[41]
- 広島県
- 徳島県
- 香川県
- 愛媛県
- 高知県
- 佐賀県
- 長崎県
- 熊本県
- 大分県
- 宮崎県
- 鹿児島県
- 沖縄県[42]
- 大阪府警察本部[43]
- 三重県警察本部[44]
- 豊川市[45]
- 豊橋市[45]
- 堺市[46]
- 松山市[47]
- 相模原市
- 横浜市
- 越谷市[48]
- 川口市[48]
- 戸田市[48]
- 船橋市[49]
- 福井市[50]
- 鯖江市

## 独立行政法人
宇宙航空研究開発機構、国立精神・神経医療研究センター、産業技術総合研究所、日本原子力研究開発機構、国立病院機構、造幣局、地域医療機能推進機構、日本学生支援機構、東北大学、茨城大学、筑波大学、群馬大学、東京工業大学、新潟大学、金沢大学、信州大学、鳥取大学、高知大学、鹿屋体育大学、高エネルギー加速器研究機構、日本司法支援センターの21独立行政法人。
独立行政法人及び地方独立行政法人の障害者実雇用は実雇用率2.40％から2.38％、雇用障害者数10,276.5人から10,224.0人と変化した。

## その他
- 本問題が発覚する以前の2014年に独立行政法人労働者健康福祉機構の障害者雇用数水増し事件が発覚している。厚生労働省は、障害者雇用促進法違反で、同機構、理事及び総務部長を横浜地方検察庁に告発。横浜地方裁判所によって同機構に罰金30万円、当時の担当者らに罰金20万円の略式命令が出されている[52][53][54]。

## 各行政・立法・司法機関の水増し数

### 再点検後の障害者雇用率と不足している障害者雇用人数
| 行政・立法・司法機関名 | 障害者実雇用率 | 障害者雇用不足人数 |
| ---------------------- | -------------- | ------------------ |
| 内閣官房               | 0.39           | 26.5               |
| 内閣法制局             | 2.60           | 0.0                |
| 内閣府                 | 0.90           | 45.0               |
| 宮内庁                 | 1.08           | 11.0               |
| 公正取引委員会         | 1.84           | 4.0                |
| 警察庁                 | 2.41           | 0.0                |
| 金融庁                 | 2.42           | 0.0                |
| 消費者庁               | 0.12           | 8.5                |
| 個人情報保護委員会     | 0.00           | 2.0                |
| 復興庁                 | 0.00           | 5.0                |
| 総務省                 | 0.76           | 80.0               |
| 法務省                 | 0.79           | 499.5              |
| 公安調査庁             | 0.38           | 30.0               |
| 外務省                 | 0.39           | 120.5              |
| 財務省                 | 0.38           | 186.5              |
| 国税庁                 | 0.67           | 946.0              |
| 文部科学省             | 0.57           | 48.0               |
| 厚生労働省             | 2.76           | 0.0                |
| 農林水産省             | 1.22           | 173.5              |
| 林野庁                 | 1.66           | 30.0               |
| 水産庁                 | 0.95           | 8.0                |
| 経済産業省             | 0.80           | 96.0               |
| 特許庁                 | 0.48           | 61.0               |
| 国土交通省             | 0.70           | 659.5              |
| 観光庁                 | 0.48           | 2.0                |
| 気象庁                 | 0.48           | 45.0               |
| 海上保安庁             | 3.01           | 0.0                |
| 運輸安全委員会         | 1.06           | 2.0                |
| 環境省                 | 0.55           | 48.0               |
| 原子力規制委員会       | 2.38           | 0.0                |
| 防衛省                 | 0.97           | 296.0              |
| 防衛装備庁             | 0.54           | 26.0               |
| 人事院                 | 0.75           | 10.0               |
| 会計検査院             | 1.57           | 9.0                |
| 衆議院事務局           | 1.58           | 10.0               |
| 衆議院法制局           | 2.48           | 0.0                |
| 参議院事務局           | 0.82           | 16.0               |
| 参議院法制局           | 1.45           | 0.0                |
| 国立国会図書館         | 1.28           | 9.0                |
| 最高裁判所             | 0.50           | 18.0               |
| 高等裁判所             | 0.99           | 19.0               |
| 地方裁判所             | 0.98           | 195.0              |
| 家庭裁判所             | 1.02           | 69.0               |

| 分類         | 障害者雇用率 | 障害者雇用人数不足 |
| ------------ | ------------ | ------------------ |
| 都道府県     | 2.36         | 647.5              |
| 市町村       | 2.29         | 1,586.0            |
| 教育委員会   | 1.85         | 2,500.5            |
| 独立行政法人 | 2.38         | 334.5              |